# واکس (فیلم)
«واکس» (انگلیسی: Boot Polish (film)) یک فیلم است که در سال ۱۹۵۴ منتشر شد. از بازیگران آن می‌توان به راج کاپور اشاره کرد.